# Graham Taylor
Graham Taylor, född 15 september 1944, död 12 januari 2017, var en engelsk fotbollsspelare och fotbollstränare.
Taylor spelade som försvarare för Grimsby Town och Lincoln City. Efter den aktiva spelarkarriären var han tränare för Lincoln City, Watford, Aston Villa och Wolverhampton Wanderers. Han var också förbundskapten för det engelska herrlandslaget mellan 1990 och 1993.
Taylor var också bland annat expertkommentator för BBC och ordförande för Watford mellan 2009 och 2012.
Den 12 januari 2017 avled han vid en ålder av 72 år.